# Kendall (Australia)
Kendall – miasto w Australii, w stanie Nowa Południowa Walia.